# Fontana a Pinocchio

Folla che assiste alla inaugurazione della statua (19 maggio 1956)

La fontana a Pinocchio è una fontana ornamentale, situata a Milano nei giardini di corso Indipendenza, con una statua del burattino di Attilio Fagioli (1877-1966).

## Storia e descrizione
L'opera, dono della "Famiglia Artistica" alla città di Milano, si trova nel campo giochi dei giardinetti spartitraffico. La statua, in bronzo, fu realizzata nel 1955 e venne inaugurata il 19 maggio 1956. I giornali locali diedero molto risalto all'opera che con orgoglio campanilistico fu pubblicizzata come il Pinocchio della Madonnina sottolineando come il personaggio rappresentato da Fagioli fosse ben diverso e maggiormente realistico di quello realizzato dallo scultore Emilio Greco per il paese di Collodi.
L'opera, fusa presso la fonderia artistica Battaglia, ritrae Pinocchio diventato bambino che osserva il corpo inanimato del burattino che era. Ai lati del basamento sono raffigurati il Gatto e la Volpe. Al centro, nel pilastro che sorregge Pinocchio, è inscritta una frase del poeta Antonio Negri che ha ispirato l'opera dello scultore:

## Restauro dell'opera
Il gruppo scultoreo subì nel tempo vari danneggiamenti e lo stesso Fagioli, molto affezionato a questo che fu uno degli ultimi lavori, si adoperò più volte al suo restauro. Il successivo e protratto stato di incuria in cui versava la scultura è stato oggetto di una interrogazione parlamentare da parte di Delmastro Delle Vedove al Ministro per i beni e le attività culturali nel settembre 2004.
L'opera infatti si presentava visibilmente danneggiata dagli atti vandalici: il Gatto era stato rubato e rimanevano solamente le impronte delle zampe; il naso di Pinocchio era stato spaccato. Inoltre la fontana era da tempo inattiva. Alcune persone negli ultimi anni si erano mobilitate per riportare la fontana nelle sue condizioni originarie, tra cui Sandra Tofanari, nipote dell'autore della statua, che si è offerta di eseguire personalmente il restauro.
La scultura, riportata alle condizioni originarie, è stata nuovamente inaugurata dopo il restauro il 18 dicembre 2013.